# 嘉莉娜·波特
嘉莉娜·波特（英語：Jalina Porter）是一位美国政治顾问，2021年至2022年間擔任美国国务院首席副发言人。 

## 外部連結
- 官方网站 （英文）